# Przywilej lokacyjny Poznania
Przywilej lokacyjny Poznania – prawo lokacyjne miasta Poznania nadane 23 kwietnia 1253 przez księcia wielkopolskiego Przemysła I i jego brata Bolesława Pobożnego. Dokument ten ulokował miasto na prawie magdeburskim na lewym brzegu rzeki Warty. Znany jest tylko z odpisów (oryginał nie zachował się). Zapoczątkował on proces integracji Poznania i okolic w jeden organizm miejski. Sam proces lokacji powierzono Tomaszowi z Gubina.
Nowe miasto powstało w pobliżu osady przy kościele św. Gotarda, którą Przemysł uzyskał w roku 1244 od biskupa poznańskiego Bogufała II w zamian za osadę przy kościele św. Wojciecha.
W miejscu osady powstała nowa warownia, siedziba władców Wielkopolski – na górze nazywanej górą Przemysła stanął poznański zamek, do którego władcy przenieśli się z Ostrowa Tumskiego. Od 1295 był on również siedzibą króla Polski. W kolejnych latach wzniesiono także mury miejskie.
Wytyczono również centralny plac miasta – kwadratowy Stary Rynek przeznaczony do celów handlowych i publicznych (o wymiarach 140 × 140 m i powierzchni 2 hektarów), na którym stanęły: centralnie Ratusz oraz Waga Miejska, a także kramy kupieckie, sukiennice i pręgierz. Z każdej strony rynku wytyczono po 3 ulice (razem było ich 12). Prowadziły one do bram miejskich lub kończyły się ślepo przy murach. Między poszczególnymi ulicami wzniesiono po 8 domów. Powstał też kolejny symbol niezależności miasta – kolegiata św. Marii Magdaleny. Przy niej została erygowana pierwsza szkoła (poza katedralną), a także powstał najstarszy cmentarz miejski.
Dokument z roku 1253 przyznawał szereg przywilejów nowemu miastu. Poznań uzyskał samorząd i niezależność sądowniczą (szerszą niż później otrzymały niektóre inne miasta, na przykład Kraków).
Przywilej lokacyjny Poznania określił też prawa i obowiązki mieszczan poznańskich i uprawnienia zarządcy (wójta). Ci, którzy zdecydowali się osiąść w mieście, zostali zwolnieni na osiem lat od wszelkich danin, podatków, ceł i innych opłat w oktawie św. Dominika. Otrzymali oni również przywilej użytkowania rzeki Warty na długości 1 mili wraz z oboma jej brzegami. Mogli łowić w niej ryby i postawić młyny, przy czym książę zastrzegł sobie prawo do postawienia jednego młyna w miejscu, które sam wybierze. Obywatelom Poznania nadano prawo magdeburskie i zagwarantowano wolność sądową, tzn. mogli być sądzeni wyłącznie przez wójta i ławę miejską bez udziału jakiegokolwiek urzędnika książęcego i przedstawiciela szlachty. Książę zrzekł się prawa do parceli wewnątrz miasta i na jego przedmieściach. Mieszczanie poznańscy byli zwolnieni ze służby wojskowej na rzecz księcia w przypadku wyprawy poza granice kraju, byli jednak zobowiązani do obrony miasta. Książę obiecał zatrudnić i utrzymać czterech strażników i dwóch kuszników, którzy mieli zaprowadzić porządek w mieście. Mieszczanie otrzymali prawo do nieograniczonego i bezpłatnego wyrębu lasów wokół Poznania w celu pozyskania budulca. Wreszcie obywatele Poznania mieli prawo do zbudowania własnego kościoła parafialnego, a książę nadał miastu na własność następujące wsie podmiejskie: Rataje, Żegrze, Piotrowo, Starołękę, Minikowo, Spytkowo, dwie wsie Wierzbice (dzisiejsza Wilda), Jeżyce, Pęcław, Niestachów, Piątkowo, Szydłów, dwie wsie Winiary (jedna zamieszkana przez kmieci, druga przez chałupników), Bogucin i Umultowo. Mieszczanie otrzymali prawo do użytkowania pastwisk w wyżej wymienionych wsiach.
Wójt miał prawo do określonej części dochodów z opłat sądowych i zasądzonych kar oraz dwóch kramów w mieście, a także mógł użytkować 30 łanów łąk na przedmieściach. Miał też prawo do sądzenia obywateli Poznania, rozstrzygania wszelkich sporów na terenie miasta i ścigania przestępstw dokonanych w mieście i na jego przedmieściach.
Zakres przywilejów był w kolejnych latach poszerzany.